# پل بونگار
پل بونگار (دانمارکی: Poul Bundgaard؛ ‏ ۲۷ اکتبر ۱۹۲۲ – ۳ ژوئن ۱۹۹۸) بازیگر، خواننده اپرا، نویسنده و صداپیشه اهل دانمارک بود.
از فیلم‌ها یا برنامه‌های تلویزیونی که وی در آن نقش داشته‌است، می‌توان به زنت را به من قرض بده، مأمور ۶۹ ینسن در برج قوس، مأمور ۶۹ ینسن در برج عقرب، در برج اسد، اولسن خلافکار روی خط راه‌آهن، السن خلافکار رفته‌است، اولسن خلافکار قرمز می‌بیند، در زندگیم، ژوستین و ژولیت و نخستین دایره اشاره کرد.